# Oldenburg (Meteorit)
Koordinaten: 52° 57′ 0″ N, 8° 10′ 0″ O

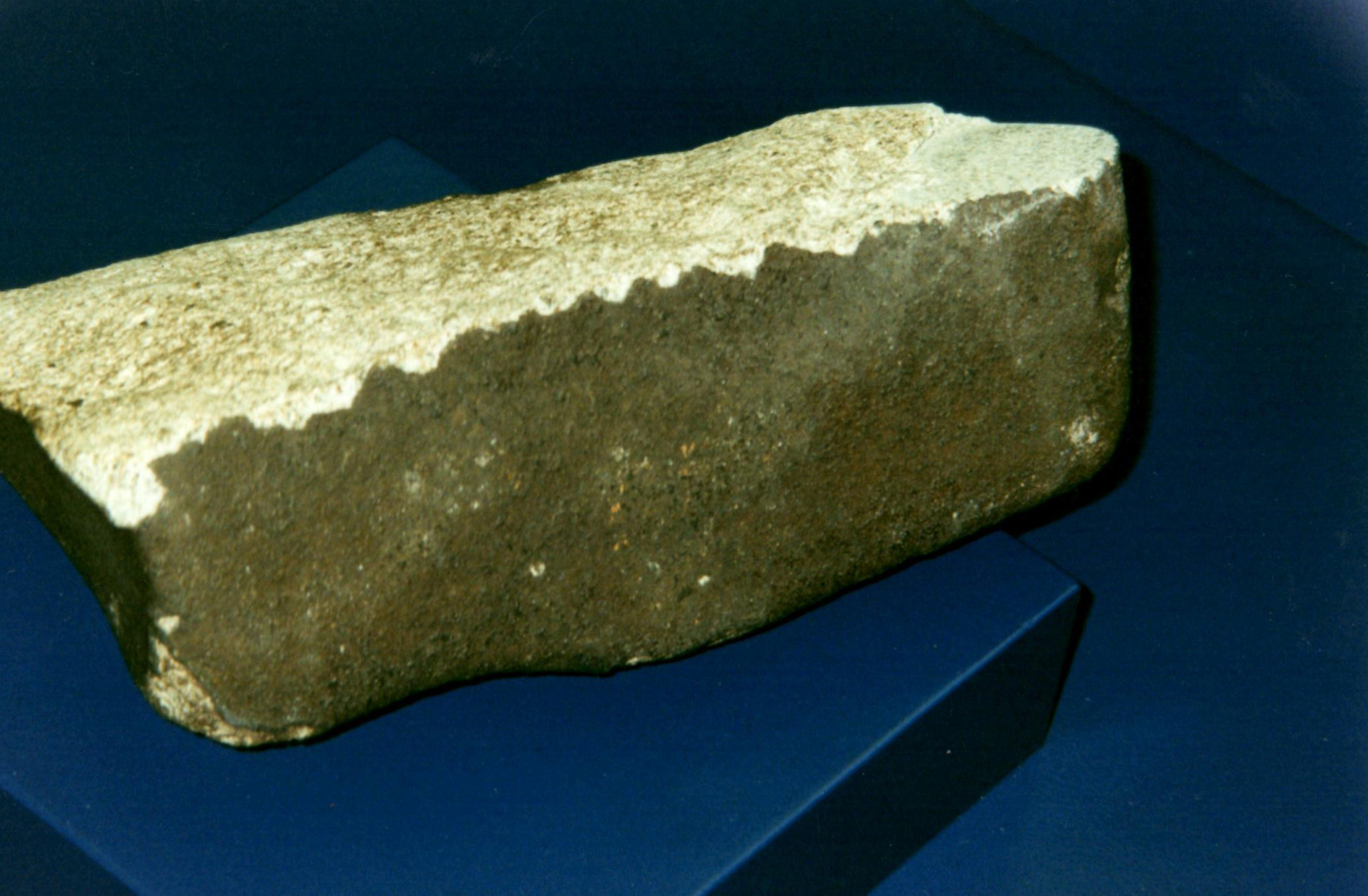
Fragment „Bissel“ des Meteoriten Oldenburg (1930)

Der Meteorit Oldenburg (offizieller Name Oldenburg (1930), alias Bissel, alias Beverbruch) war ein Steinmeteorit mit einer Masse von 16,57 kg, der am 10. September 1930 um 14:15 Uhr in mindestens zwei großen Fragmenten bei den Dörfern Bissel (Gemeinde Großenkneten, 4,84 kg), 23 km südlich von Oldenburg (Niedersachsen) und Beverbruch (Gemeinde Garrel, 11,73 kg) und 4,4 km nordwestlich von Bissel vom Himmel fiel, nachdem er in etwa 4 km Höhe oberhalb der Ortschaft Döhlen, Gemeinde Großenkneten, in mindestens zwei Hauptteile zerbrochen war.
Es handelt sich um einen 4,56 Milliarden Jahre alten Chondriten der Klasse L6 (Low-Metal, Eisen-Gehalt: 21,5 Gewichtsprozent). Er ist nicht identisch mit dem ebenfalls bei Oldenburg 1951 gefundenen Meteoriten Benthullen, da dieser zwar die gleiche L-Klasse aufweist, aber gegenüber dem Oldenburg-Meteoriten arm an Chondren ist.

## Herkunft
Wie alle L-Chondrite stammte Oldenburg (1930) vermutlich vom Asteroiden Eros und entstand, als dieser vor mutmaßlich mehreren Millionen Jahren mit einem anderen Asteroiden kollidierte und Bruchstücke den Asteroidengürtel auf einer exzentrischen Bahn verließen, irgendwann die Erdbahn kreuzten und als Meteoriten abstürzten. Die Reflexionsspektren dieses Asteroiden stimmen ziemlich genau mit denen der L- und der LL-Chondrite überein.

## Einschlag und Fund
Am 10. September 1930 um 14:15 Uhr wurde die Bevölkerung südlich von Oldenburg durch einen lauten Knall mit anschließendem lautem Sausen und Pfeifen und einen zweiten Knall erschreckt.
Zu diesem Zeitpunkt befanden sich der Schäfer Clemens Bley mit seinen Schafen auf der Heide bei Beverbruch und der Landwirt Johann Schnieders aus Halenhorst auf seinem Fahrrad auf dem Weg nach Bissel. Beide fuhren erschreckt auf, als sie in ihrer Nähe ein heftiges Dröhnen und Sausen vernahmen. Sie hatten das Gefühl, als flöge etwas „dicht über ihren Köpfen“, um dann in mittelbarer bzw. unmittelbarer Nähe in den Erdboden einzudringen.
Der Schäfer Bley war nur 19 m von der Einschlagstelle entfernt, der Landwirt etwas weiter. Schnieders grub zusammen mit dem in der Nähe wohnenden Landwirtssohn Ernst Grotelüschen in dem Trichter und fand in 35 cm Tiefe einen größtenteils schwarzen Stein von 24 cm Länge und 12,5 cm Breite mit einem Gewicht von 4,84 kg. Bley hob aus einem etwa 50 cm tiefen Loch einen ähnlichen Stein von 11,73 kg. Beide Stücke hatten eine schwarze Schmelzrinde und frische, hellgraue Bruchflächen, die genau aneinanderpassten.

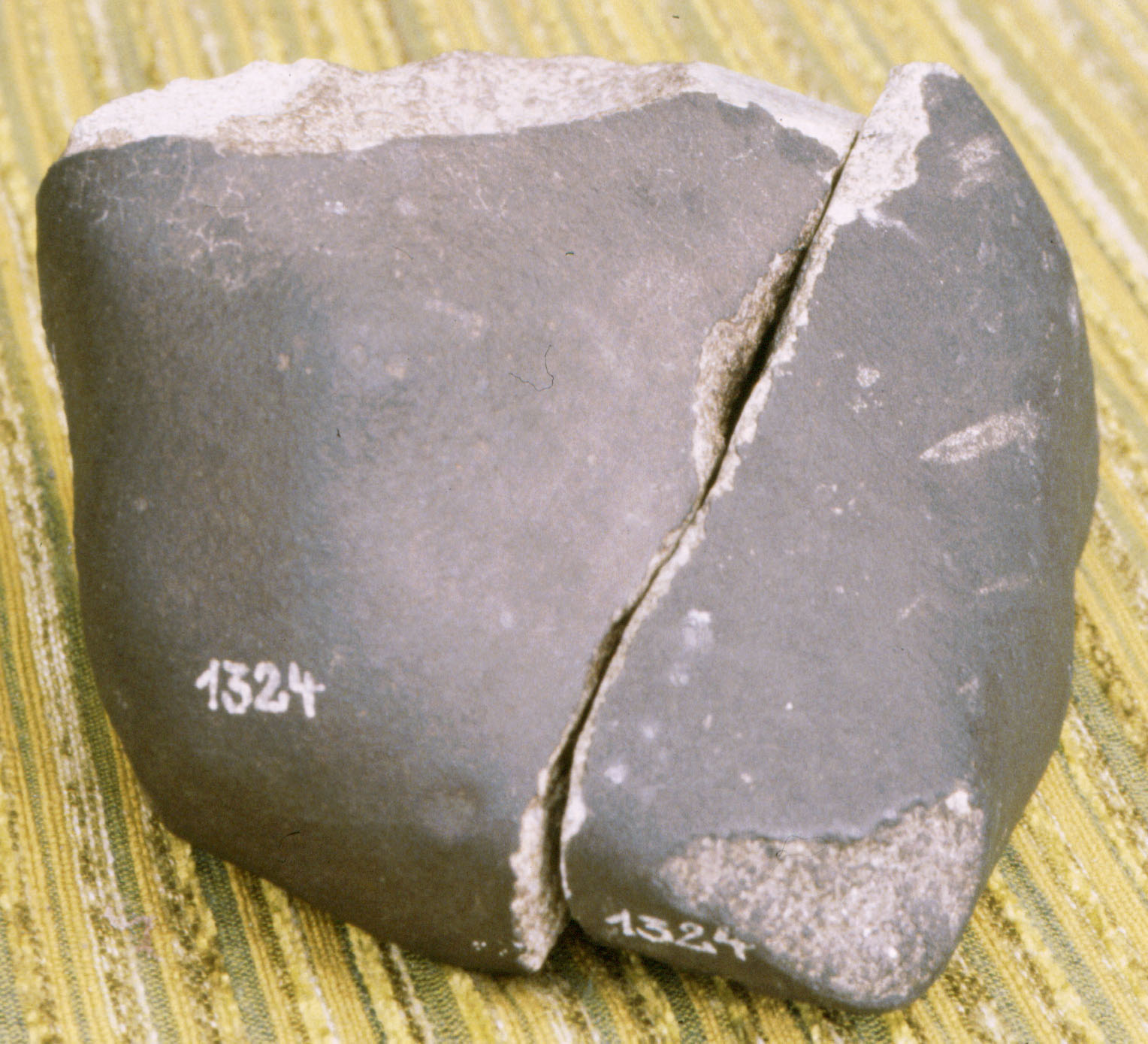
Die Fundstücke Beverbruch (11,7 kg) und Bissel (4,8 kg) passen genau aneinander.

Der Meteorit kann also erst in der unteren Atmosphäre auseinandergebrochen sein, sonst würden die Bruchflächen ebenfalls eine schwarze Schmelzrinde aufweisen. Nach Messungen des Kraterloches von Bissel und der Auswertung der Fallgeräusche, denn nur an ihnen konnten sich die beiden Finder orientiert haben, sollte der Meteorit etwa 53° von Osten kommend in das Erdreich eingeschlagen sein, während das Teil von Beverbruch einen senkrechten Krater verursachte. Der Meteorit soll demnach in etwa 4.100 m Höhe oberhalb der Ortschaft Döhlen in die zwei Hauptteile zerbrochen sein, was den zweiten Knall verursachte.
Neben den beiden Findern wurden aus der Gegend auch weitere Augenzeugen des Meteoritenfalles ausfindig gemacht, so in Lohne (Oldenburg), etwa 7 km SSW von Vechta, wo genau um die Uhrzeit eine auffallende Lichterscheinung beobachtet wurde. Es wurde versäumt, die Augen- und Ohrenzeugen sofort nach dem Bekanntwerden des Falles zu befragen. So wäre die Flugbahn des Meteoriten sicherer zu ermitteln gewesen. Es wird noch ein drittes Fragment vermutet, welches aber nie gefunden wurde.
Eine weitere Ungenauigkeit liegt in der Namensgebung. Üblicherweise benennt man Meteoriten nach dem Fundort, d. h. nach dem Ort, der in unmittelbarer Nähe liegt. Beide Steine wurden aber nach dem weit über 20 km nördlich gelegenen Oldenburg benannt.
Der damalige „Hauptdorfschullehrer“ Konrad Meyer (1885–1965) aus Nikolausdorf kaufte dem Schäfer Bley und dem Landwirt Schnieders die beiden Teile des Meteoriten ab und übergab beide Hälften dem Museumsdorf Cloppenburg: das kleinere „Bissel“-Fragment zum Verkauf und das größere „Beverbruch“-Teil als Dauerleihgabe. Laut Meldung der Münsterländischen Tageszeitung vom 22. August 2012 und der Nordwest-Zeitung vom 22. August 2013 ist das „Bissel“-Fragment aus dem Museumsdorf verschwunden und trotz Suche nicht mehr auffindbar. Das Fragment wurde im Jahr 2000/2001 an das Oldenburger Landesmuseum für eine Ausstellung ausgeliehen. Von dort soll der Stein laut Angaben des Museumsdorfes Cloppenburg nicht mehr zurückgekehrt sein. Dem widerspricht allerdings das Oldenburger Landesmuseum. Das Fragment ist somit  auch noch per 2020 verschollen.
Im Jahr 1995 wurde das größere Meteoritenstück „Beverbruch“ von der Tochter und Erbin Meyers, Dorothea Meyer, zum Verkauf angeboten und befindet sich heute in privater Hand.